# Steinhaugshof
Steinhaugshof abgeleitet von Steinhaug bzw. Steinhauck ist ein Gemeindeteil der Gemeinde Leinach im unterfränkischen Landkreis Würzburg in der Gemarkung Oberleinach.
Im Gemeindeteil liegen der namensgebende, 1869 erbaute Steinhaugshof , der 1956 von Walter Dietrich errichtete Dietwalterhof und weitere Anwesen.

## Geschichte
Der seit etwa 1870 so genannte (in den 1990er Jahren über ungefähr 250 Hektar Fläche verfügende) Steinhaugshof, dessen Namen an einen im 6. Jahrhundert v. Chr. aufgeschichteten Grabhügel aus Steinen erinnert, liegt auf einer Hochfläche mit Blick ins Maintal an der Gemarkungsgrenze von Oberleinach zu Margetshöchheim. Besitzer des ehemals „uffem Steynhauge“ lokalisierten Steinhaugshofs im 19. Jahrhundert waren Jonas Rosenbaum, Anton Reiß, Salomon Strauß und das Ehepaar Staab, unter dem der Hof zum Ausflugsort für die Margetshöchheimer wurde, und Martin Gehrig, unter dem der Steinhaugshof um 1920 einen Niedergang erlebte. Der Hof, der 1927 und 1952 starke Feuerschäden erlitt, hatte dann noch weitere Besitzer bis zur Zwangsversteigerung am 9. Juni 1931, bei welcher der Hof von Ernst Döhling, dem von 1939 bis 1945 im KZ Buchenwald inhaftierten Würzburger Rechtsanwalt, erworben wurde und dann verpachtet wurde. Während des Zweiten Weltkrieges wurde auf dem Steinhaugshof Flachsanbau betrieben. Der Pächter Karl Dietrich erbte den Hof von Döhling und die Familie Dietrich führte ihn weiter.
Bis zur Auflösung der Gemeinde Oberleinach im Zuge der Gebietsreform in Bayern war Steinhaugshof ein Gemeindeteil von Oberleinach. Der Gemeindeteilname Steinhaugshof wurde erstmals in der Ausgabe von 1952 der Amtlichen Ortsverzeichnisse für Bayern genannt, mit dem Hinweis „Name noch nicht amtlich verliehen“.

## Einwohnerentwicklung
- 1950: 14 Einwohner[6]
- 1961: 13 Einwohner[7]
- 1970: 08 Einwohner[8]
- 1987: 06 Einwohner[1]